# ГЕС Húnánzhèn
ГЕС Húnánzhèn (湖南镇水电站) — гідроелектростанція на сході Китаю у провінції Чжецзян. Знаходячись перед ГЕС Huángtánkǒu, входить до складу каскаду на річці Wuxi, правій притоці Oujiang, котра в свою чергу є лівою твірною Lanjiang (права твірна Фучун, яка впадає до Східнокитайського моря у місті Ханчжоу).
В межах проекту річку перекрили бетонною контрфорсною греблею висотою 129 метрів та довжиною 440 метрів. Вона утримує водосховище з об’ємом 1582 млн м3 (корисний об’єм 1134 млн м3), в якому припустиме коливання рівня поверхні у операційному режимі між позначками 190 та 230 метрів НРМ (під час повені рівень може зростати до 240,3 метра НРМ, а об’єм – до 2070 млн м3).
Зі сховища через правобережний масив прокладено дериваційний тунель довжиною 1,1 км з діаметром 7,8 метра, який переходить у напірний водовід довжиною 0,3 км з діаметром 7,2 метра. Вони подають ресурс для машинного залу, спорудженого на березі річки за понад 5 км нижче по течії від греблі. У кінці 1970-х тут ввели в експлуатацію чотири турбіни потужністю по 42,5 МВт, які в подальшому були модернізовані до показника у 50 МВт. А в 1996-му біля греблі облаштували  другий машинний зал для однієї турбіни потужністю 100 МВт, котра також була потім підсилена до 120 МВт.
Видача продукції відбувається по ЛЕП, розрахованим на роботу під напругою 220 кВ та 110 кВ.